# Anteriorna hipofiza
Anteriorna hipofiza (adenohipofiza) je jedan od glavnih organa endokrinog sistema. Ona je anteriorni režanj koji zajednosa posteriornim režnjom sačinjava hipofizu. Anteriorna hipofiza reguliše nekoliko fizioloških procesa uključujući stres, rast, reprodukciju i laktaciju. Njene regulatorne funkcije se ostvaruju putem lučenja raznih peptidnih hormona koji deluju na ciljne organe, među kojima su adrenalna žlezda, jetra, kosti, štitna žlezda, i gonade. Anteriornu hipofizu reguliše hipotalamus i putem negativne povratne sprege više ciljnih organa.
Poremećaji anteriorne hipofize su generalno karakterisani presustvom prekomerne ili nedovoljne produkcije hipofiznih hormona. Na primer, prolaktinom je adenom hipofize koji prekomerno proizvodi prolaktin. Kod Šihanovog sindroma anteriorna hipofiza uniformno nekorektno funkcioniše i formira umanjene količine svih hormona. Pravilna funkcija anteriorne hipofize i organa koje ona reguliše se može odrediti putem testova krvi kojima se mere nivoi hormona.

## Dodatne slike
- Anteriorna hipofiza
- Sinusi

## Literatura
- Marieb, E. 2004. Human Anatomy and Physiology. Benjamin Cummings: New York.
- Wheater, P., Burkitt, H., Daniels, V. 1987. Functional Histology. Churchill Livingstone: New York.

## Spoljašnje veze
- Архивирано на веб-сајту  (21. фебруар 2010)